# Quercus prinoides
Quercus prinoides es una especie del género Quercus de la familia Fagaceae originaria del este de Norteamérica, desde Massachusetts a Minnesota en el norte y Carolina del Norte a Oklahoma en el sur.  También se presenta en Ontario. 

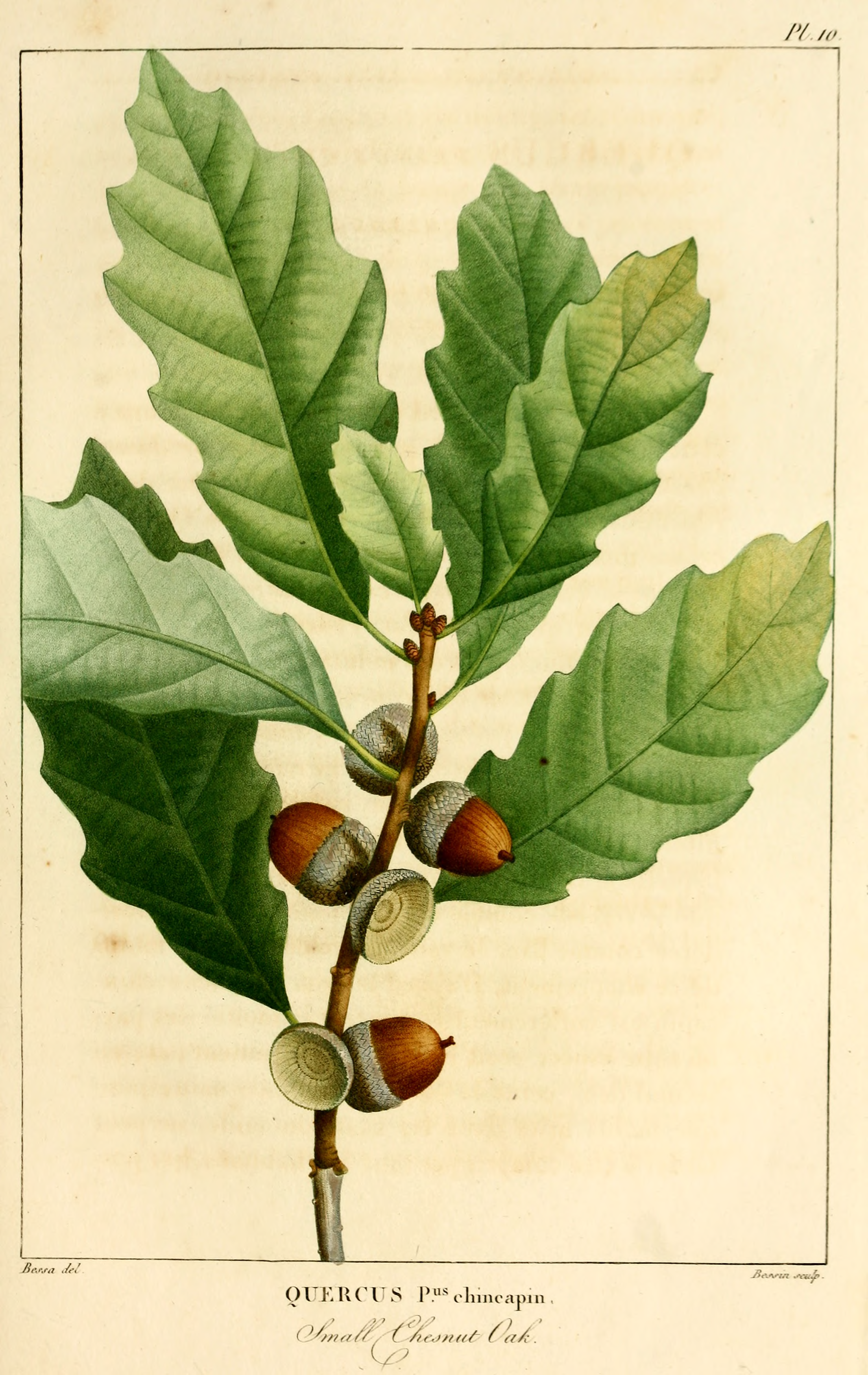
Ilustración

## Descripción
Como sugiere el nombre de la especie, "dwarf chinkapin" (chinkapin roble enano) se asemeja al roble castaño (Quercus prinus). Sin embargo, está más estrechamente relacionado con Quercus muhlenbergii. De hecho, las dos se consideran como la misma especie, en cuyo caso  el roble más grande es una variedad de Quercus prinoides  porque la forma enana fue descrita por primera vez. Los dos pueden ser distinguidos por las diferencias en el hábito y el hábitat (el roble chinkapin se encuentra típicamente en roca calcárea , mientras que los sitios del roble enano se encuentran en seco y  suelos arenosos, a menudo ácidos).
Es arbusto o pequeño árbol de una gran difusión, de hoja caduca, que sólo crece hasta los 4.6 m de altura y 6.4 m de ancho. Las hojas de roble enano chinkapin se parecen mucho a las del roble chinkapin, aunque menor: de 15.5 cm de largo, en comparación con 10 a 18 cm de largo para el roble chinkapin. Las bellotas tienen 15 a 25 cm de largo con la copa alrededor de la mitad de la bellota.

## Ecología y usos
Las bellotas de Quercus prinoides son de sabor dulce y apreciadas por los seres humanos y muchas especies de vida silvestre. La madera tiene poco valor comercial debido a su pequeño tamaño.
Las larvas de la polilla Acronicta albarufa, se alimentan de esta planta.

## Taxonomía
Quercus prinoides fue descrita por Carl Ludwig von Willdenow  y publicado en Fl. Fuld. 403. 1784.
Etimología
Quercus: nombre genérico del latín que designaba igualmente al roble y a la encina.
prinoides: epíteto latín que significa "que crece en las rocas".
Sinonimia
- Quercus castanea var. prinoides (Willd.) Muhl. ex Engelm.
- Quercus chincapin (F.Michx.) Raf.
- Quercus chinquapin Pursh
- Quercus muehlenbergii var. humilis (Marshall) Britton
- Quercus prinus var. chincapin F.Michx.
- Quercus prinus var. humilis Marshall
- Quercus prinus var. pumila Michx.
- Quercus rufescens (Rehder) E.P.Bicknell[5][6]